# Старокурзя
Старокурзя (баш. Иҫке Көрйә) — деревня в Бураевском районе Республики Башкортостан Российской Федерации. Входит в состав  Тангатаровского сельсовета.

## География

### Географическое положение
Расстояние до:
- районного центра (Бураево): 39 км,
- центра сельсовета (Тангатарово): 7 км,
- ближайшей ж/д станции (Янаул): 107 км.

## История
По материалам Первой ревизии, в 1722 году в деревне были учтены служилые мещеряки (количество человек не указано).

## Население
| 2002 | 2009 | 2010 |
| ---- | ---- | ---- |
| 218  | ↘209 | ↘147 |

Согласно переписи 2002 года, преобладающая национальность — башкиры (96 %).